# Водоканал (посёлок)
Водоканал (также Посёлок 3-й Гидроузла; укр. Водоканал) — упразднённый посёлок в Балаклавском районе города Севастополь, более известный, как Посёлок 3-го Гидроузла, или Третьего гидроузла.
Площадь посёлка 28,2 гектара, население на 1998 год составляло 124 человека. Расположен на северо-восточном склоне Сапун-горы, в 3 километрах к юго-юго-востоку от вершины Севастопольской бухты. Ближайший населённый пункт — посёлок Октябрьский в полукилометре севернее.
Основан, по неподтверждёным сведениям, в 1958 году, для обслуживающего персонала при строительстве 3-го гидроузла Севастопольского водопровода из Чернореченского водохранилища (первоначально в посёлке даже был детский сад). Статуса самостоятельного поселения не имеет с 7 мая 1957 года, когда населённые пункты Балаклавского района были переданы в подчинение городскому совету Севастополя и лишились статуса отдельных поселений; по новому административному делению посёлок не был восстановлен в правах.